# Kwamalasamutu
Kwamalasamutu, również Kwamalasamoetoe – wieś w Surinamie, położona w południowo-zachodniej części kraju, w dystrykcie Sipaliwini, w okręgu Coeroeni. Wieś w 2007 roku liczyła 685 mieszkańców. Jest położona 275 metrów nad poziomem morza.